# Claude-Ignace-Sébastien Brugière de La Verchère
Claude-Ignace-Sébastien Brugière de La Verchère (23 février 1744, Riom - 1er mars 1827), est un homme politique français.

## Biographie
Sous-préfet de Thiers, depuis l'an VIII, il fut, le 18 février 1808, désigné par le Sénat conservateur pour entrer au Corps législatif, comme député du Puy-de-Dôme. Il défendit, jusqu'en 1812, les institutions impériales. Il fut à nouveau élu en 1814, sous la Première Restauration. La même année, il fut décoré du grade de chevalier de la Légion d'honneur.
Cousin germain de Claude-Ignace Brugière de Barante, il est le beau-père de Barthélemy-Jean de Riberolles.

## Sources
- « Claude-Ignace-Sébastien Brugière de La Verchère », dans Adolphe Robert et Gaston Cougny, Dictionnaire des parlementaires français, Edgar Bourloton, 1889-1891 [détail de l’édition]